# I. Blanka navarrai királynő
I. Blanka (Pamplona, Navarrai Királyság, 1387. július 6. – Santa María la Real de Nieva, Kasztília, 1441. április 1.) vagy más számozás szerint II. Blanka, franciául: Blanche Ire de Navarre, olaszul: Bianca di Navarra, baszkul: Blanka I.a Nafarroakoa, spanyolul és katalánul: Blanca I de Navarra. latinul: Blanca I, regina Navarrae, Szicília királynéja és régense (1402–1415), majd Navarra királya (1425–1441), valamint Aragónia trónörökösnéje (1402–1409) és (1420–1441). A Navarrai Királyságnak az Évreux-házból származó utolsó uralkodója volt. A trónon az apját, III. (Nemes, Jó) Károly királyt követte. Candale-i Anna magyar, horvát és cseh királyné dédanyja.

## Születése

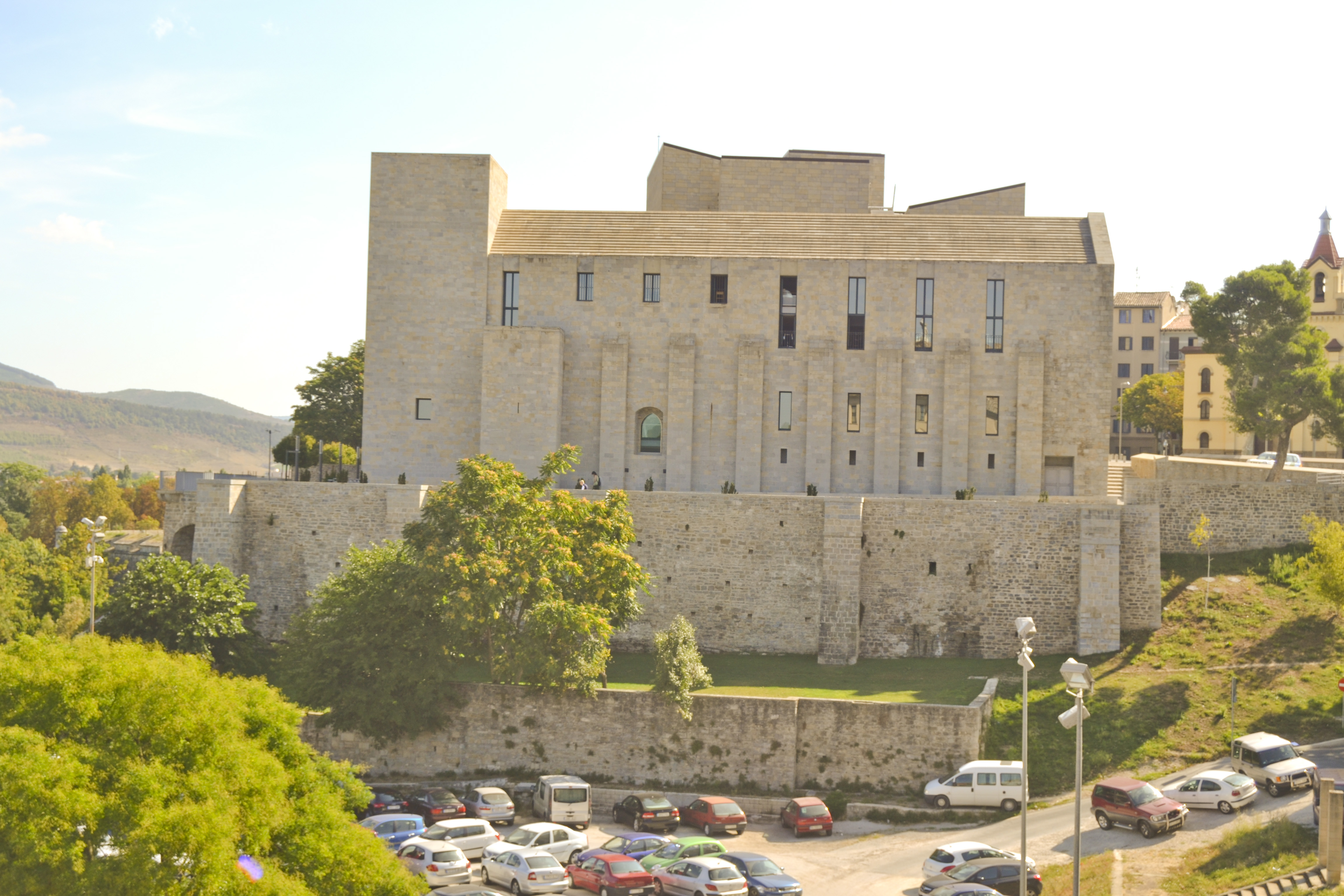
A pamplonai királyi palota

Blanka királynő III. Károly navarrai király és Trastamarai Eleonóra kasztíliai királyi hercegnő lánya. Anyja révén II. Henrik kasztíliai király unokája volt. Blanka királynő a szüleinek negyedik gyermekeként jött a világra. Három nővére közül csak a legidősebb, Johanna (1382–1413) érte meg a felnőttkort. Két fiatalabb nővére, Mária és Margit azonban még kisgyermekkorban meghaltak. Blanka húgai voltak Navarrai Beatrix la marche-i grófné és Navarrai Izabella armagnaci grófné. Születésének időpontja körül sok bizonytalanság van, de Raoul Anthony felfedezte, hogy Gregorio de Argaiz történeti munkájában megemlíti, hogy Blanka navarrai trónra lépésekor, 1425. szeptember 8-án, 28 éves 2 hónapos és 2 napos volt. Anthony azonban rámutat, hogy minden bizonnyal másolási hiba történt a krónikában, hiszen ez esetben 1397. július 6-án született volna, ami annak fényében, hogy 1402-ben kötötte az első házasságát, és 1406-ban szülte első gyermekét, nyilvánvalóan lehetetlen volt, hiszen ötévesen még ténylegesen nem mehetett volna férjhez, és kilencévesen bizonyára nem eshetett teherbe, így a 28 csakis elírásból származhatott, és 38 évesnek kellett lennie apja halálakor. A pontos születési dátuma ezért 1387. július 6. volt. Ennek megfelelően 1402-ben 15 évesen adták először férjhez, és 1406-ban 19 évesen szülte első gyermekét, amely már teljesen reálisan hangzik.

## Élete

### Szicília királynéja

Blanka királynő címere

Az aragón királyi családdal történt békekötés megpecsételéseként apja, III. Károly navarrai király eljegyezte legidősebb lányát, Johannát Idős Márton aragón király fiával, a nemrég megözvegyült Ifjú Márton szicíliai királlyal és aragón trónörökössel, majd pedig a sorban következő lányával, Blankával. 
Idős Márton 1401 végén Valenciából utazott a navarrai határra, hogy ez ügyben személyesen találkozzon III. Károllyal az aragóniai Mallénban.
1402. május 21-én a cataniai Ursino-várban megpecsételték per procuram (képviselők útján) a külföldi követek, egyházi hatalmasságok, bárók és a királyság hivatalnokai jelenlétében Ifjú Márton második házassági szerződését, ezúttal még a menyasszony hiányában.
Blanka 1402. november 9-én érkezett meg Szicíliába, a házasságot pedig 1402. november 26-án kötötték meg, és még aznap királynévá is koronázták Palermóban. I. Blanka első férje így I. (Ifjú) Márton, Szicília királya, I. (Emberséges vagy Idős) Márton aragóniai királynak a fia volt, aki az utolsó aragóniai uralkodó volt a Barcelonai-házból. Blanka többször is ellátta a régensi tisztet a Szicíliai Királyságban, így elsőként 1405-ben, mikor férje hazalátogatott Aragóniába; erre az időre kinevezte Szicília régensévé a feleségét, Blanka királynét.
A következő évben, Blanka királyné egy vagy több vetélést követően végre megszülte a trónörököst 1406. december 17-én vagy 19-én a cataniai Ursino-várban, akit apja és nagyapja után Márton névre kereszteltek.
Az apai nagymama, Luna Mária aragóniai királyné már nem érhette meg ennek az örömhírnek a fogadását, hiszen kb. 10 nappal később, december 29-én meghalt. A hírek terjedési sebessége folytán Aragóniában csak 1407. február 11-én értesülhetett az egyik nagypapa az örömhírről, aki rögtön értesítette a másik nagyapát is, Blanka apját, a navarrai királyt. Nem sokkal ezután viszont az újdonsült trónörökös fertőzés következtében 1407 augusztusában meghalt, így az aragón dinasztia folytonossága megint gyenge lábakon állt.
I. Blanka és I. Márton házasságából több gyermek már nem született, így Ifjú Martin halálát (1409) követően szertefoszlottak a remények, hogy Blanka aragón királyné is lehet. Az apósa II. Márton néven Szicília királya lett, de itt csak kevesebb mint egy évet uralkodott, mert már 1410-ben meghalt. II. Márton szicíliai uralkodása alatt ugyan nem látogatott már el Szicíliába, de menye, Blanka 1408, a férjének Szardíniába való elutazása óta régensnőként kormányozta a szigetet 1415-ig, Navarrába való hazatéréséig. 1412-ben Idős Márton unokaöccse, a Kasztíliából, mégpedig a Trastámara-házból származó I. (Antequerai) Ferdinánd lett Aragónia királya és – szintén I. Ferdinánd néven – Szicília királya is. Az új király a támogatásáért cserébe felkérte Blankát, hogy maradjon még Szicíliában, és régensként kormányozza ezúttal Ferdinánd nevében az országot. A népszerű Blanka tehát továbbra is Szicíliában maradt. 1413-ban azonban meghalt Blanka nővére, Johanna, így Blanka lett a Navarrai Királyság trónörököse, ezért apja, III. Károly a mielőbbi hazatérésre ösztönözte a lányát. 
Blanka 1415. június 20-án elutazott Augusta várából, amely I. (Ifjú) Márton végrendelete értelmében Catania és Aci váraival egyetemben az özvegy szicíliai királyné tartózkodási helyéül volt kijelölve.
1415-ben végleg elhagyta a szigetet, és visszatért hazájába, Navarrába, amikor is a kormányzói székben felváltotta I. Ferdinánd aragóniai király másodszülött fia, János infáns, Blanka későbbi második férje és Aragónia, valamint Szicília későbbi uralkodója.

### Navarra trónörököse

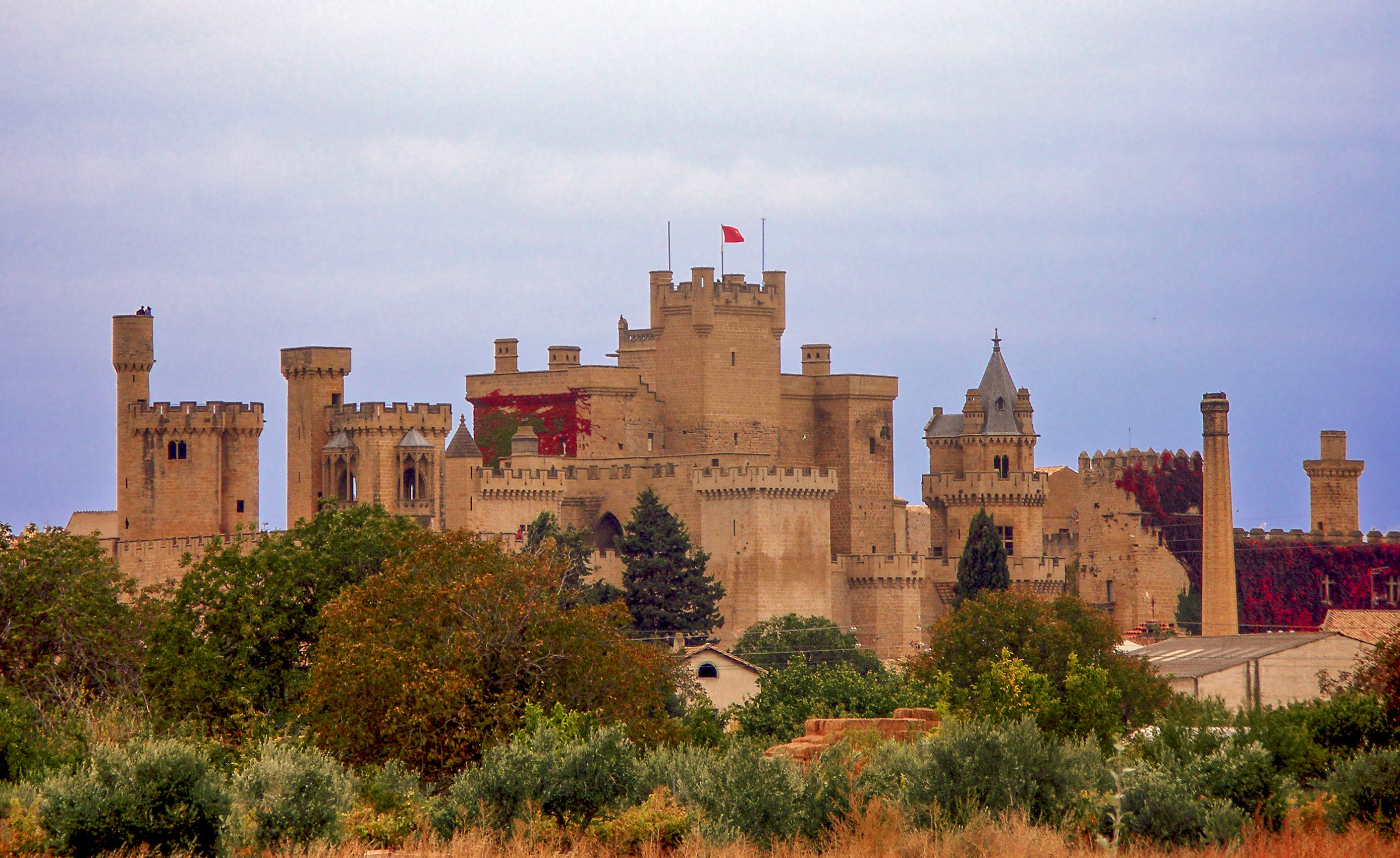
Az olitei királyi vár

1416. október 28-án Olitében apja hivatalosan is trónörökösévé jelölte ki lányát, majd az 1419. november 5-én megkötött szerződést követően december 5-én per procuram házasságot kötött János aragón infánssal, szintén Olitében. Blanka és János személyesen 1420. június 10-én házasodott össze a pamplonai  Szűz Mária Székesegyházban. János herceg, akinek Blankával ellentétben még csak az első házassága volt ez, 11 évvel volt fiatalabb a feleségénél. 1425. szeptember 8-án Olitében a lánya karjaiban halt meg III. Károly navarrai király. Blankát rögtön az olitei királyi palotában királynővé kiáltották ki, a férje viszont nem volt ekkor Navarrában.
1425-ben, III. Károly király halálakor nem csak I. Blanka lépett trónra, hanem a házasságkötés révén a férje is navarrai uralkodó lett, ő II. János, aki 1425-től a haláláig, 1479-ig uralkodott Navarrában.

### Navarra királya

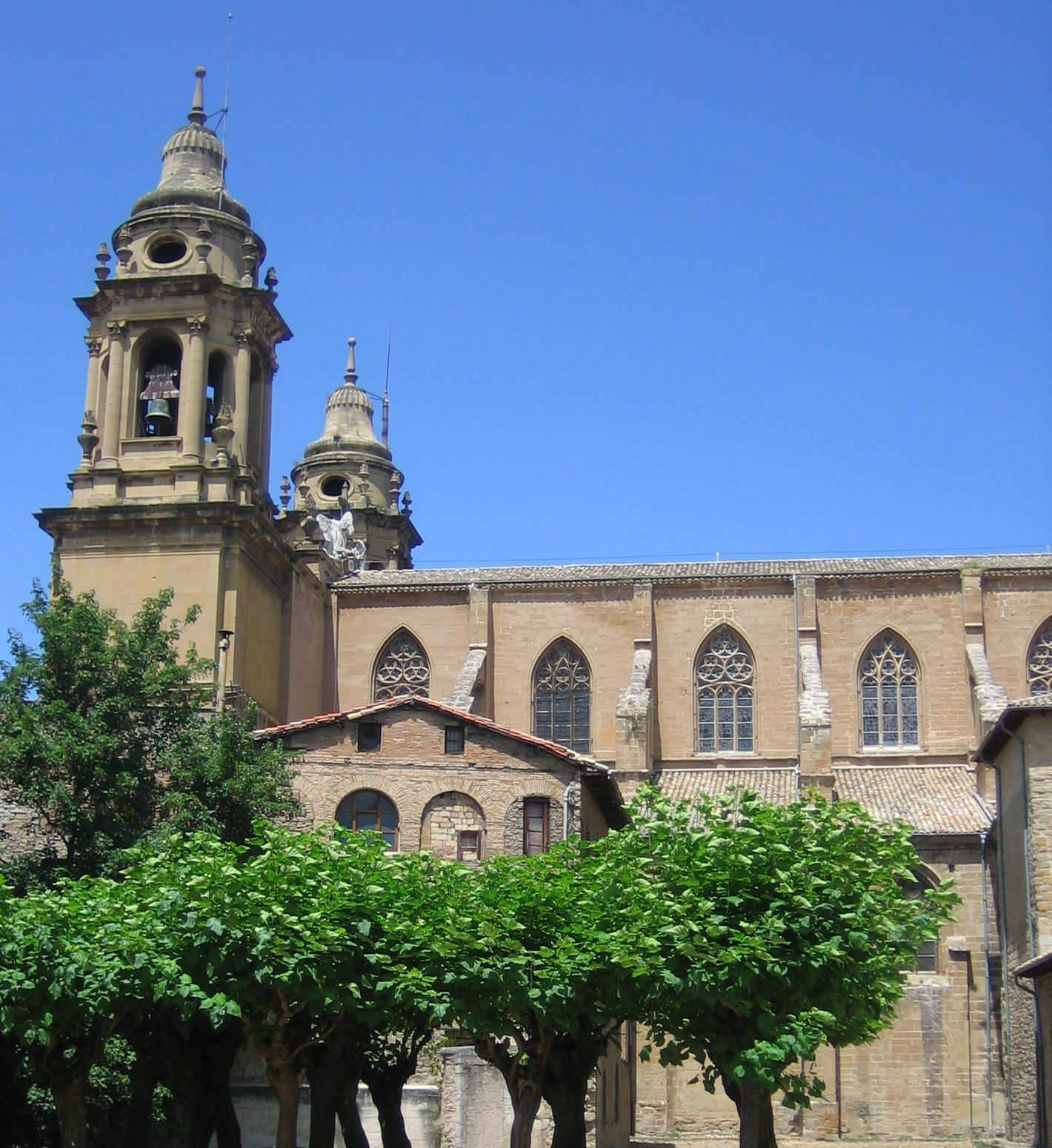
A Pamplonai Szűz Mária Székesegyház oldalról

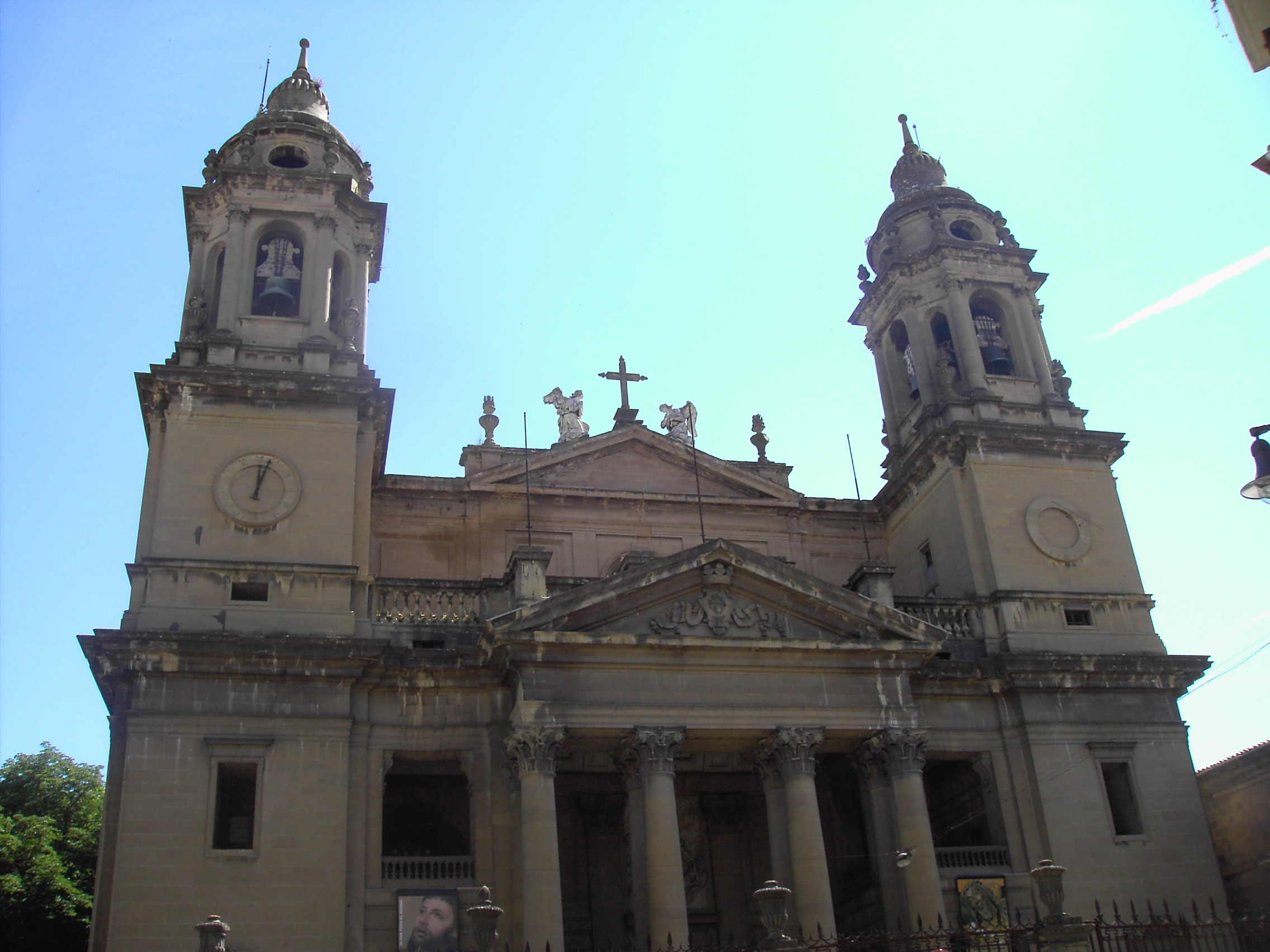
A Pamplonai Szűz Mária Székesegyház szemből

Férjével együtt koronázták meg a Pamplonai Székesegyházban 1429. május 15-én, pünkösd vasárnapján.
A koronázáskor a Navarrai Királyság rendjei esküt tettek Jánosnak mint királynak Blanka királynő jogán, akit királynőjükként, és jog szerinti úrnőjükként ismernek el, és Blankának pedig mint királynőjüknek és természetes úrnőjüknek tettek esküt (nuestra reyna y señora natural).
Azonban I. Blanka királynő és II. János házassága nem volt szerencsés a Navarrai Királyságra nézve, mert II. János a kasztíliai (spanyol) érdekeket szem előtt tartva uralkodott.
Blanka királynő 1439. február 17-én végrendelkezett a trónutódlásról, melyben fiát, Károly vianai herceget tette meg általános örökösének azzal a kitétellel, hogy apja életében nem használhatja a királyi címet.

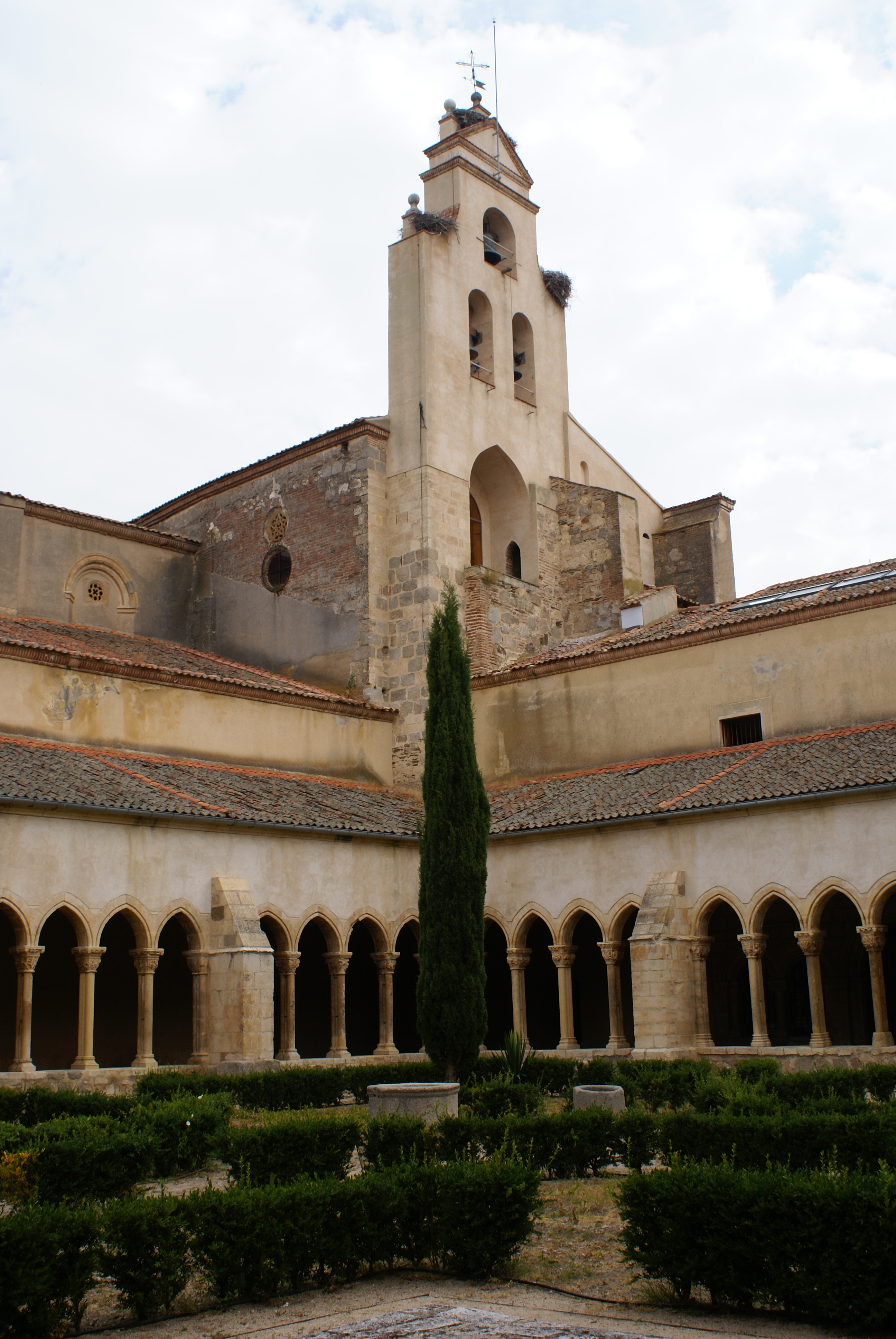
A Nuestra Señora de la Soterraña kolostor Santa María la Real de Nievában

Blanka királynő még életében gondoskodott gyermekei házasságkötéséről. Legkisebb lányát, Eleonóra infánsnőt egykori sógorának, I. (Grailly) Jánosnak, Foix grófjának a fiával, IV. Gastonnal, Foix grófjával jegyezte el 1436-ban, de a tényleges házasságkötésre csak a Blanka királynő halála utáni évben, 1442-ben került sor. Eleonóra volt az egyetlen gyermeke, aki törvényes utódokat adott a Navarrai Királyságnak. Fiát, Károly vianai herceget a burgundi herceg, III. Fülöp unokahúgával, Klevei Ágnessel (1422–1448), I. Adolf klevei herceg (1373–1448) és Valois Mária (1393–1463) burgundi hercegnő lányával házasította össze 1439. szeptember 30-án Olitéban. A házasságuk gyermektelen maradt. Idősebb lányát, Blanka hercegnőt személyesen kísérte el Kasztíliába, ahol elsőfokú unokatestvére, a kasztíliai trónörökös, Henrik, Asztúria hercege, a későbbi IV. Henrik király felesége lett 1440. szeptember 15-én Valladolidban. Ez a házasság szintén gyermektelen maradt, de éppen ennek okán már jóval Blanka királynő halála után megsemmisítették a házasságukat, és Blanka hercegnőt hazaküldték 1453-ban.
Blanka királynő édesanyja hazájában maradt a házasságkötés után is, kisebb körutazást tett az országban, és itt érte a halál Santa María la Real de Nieva városában a Nuestra Señora de la Soterraña kolostorában 1441. április 1-jén. Először itt temették el, majd Tudélában a Szent Ferenc kolostorban helyezték végső nyugalomra.

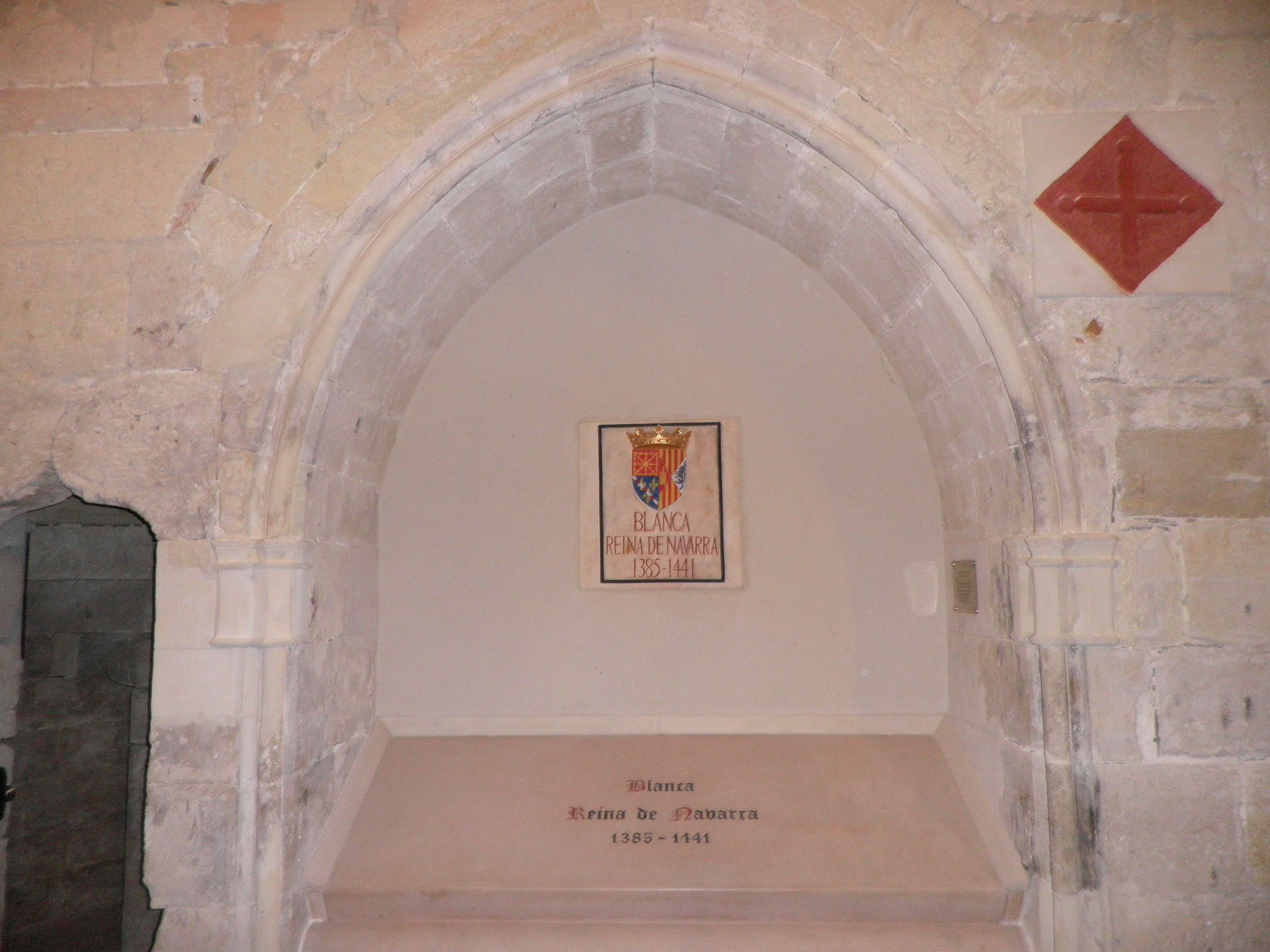
I. Blanka királynő síremléke a Nuestra Señora de la Soterraña kolostorban Santa María la Real de Nievában

I. Blanka halála után II. János – jogtalanul – megtagadta azt, hogy a Navarrai Királyság uralkodója mint édesanyjának örököse, Károly herceg lehessen, ami szinte véget nem érő, polgárháborúba forduló konfliktusba és megosztottságba taszította a királyságot. II. Jánost mint navarrai királyt Bitorlóként is emlegetik azért, mert nem engedte át Navarra trónját Károlynak. II. János a bátyjának, V. Alfonz királynak a halála (1458) után Aragónia királya lett.

## Gyermekei
- 1. férjétől, I. (Ifjú) Márton (1374/75/76–1409) szicíliai királytól és aragón trónörököstől, 1 fiú:
  - Márton (Catania, 1406. december 17./19. – Catania, 1407. augusztus) szicíliai és aragón királyi herceg és szicíliai trónörökös
- 2. férjétől, II. János (1398–1479) iure uxoris navarrai királytól, 4 gyermek:
  - Károly (1421–1461), Viana hercege, IV. Károly néven apja ellenében de iure navarrai király, felesége Ágnes (1422–1448) klevei hercegnő, a házasságukból nem születtek gyermekek, de 4 házasságon kívüli gyermek, többek között:
    - (Ágyasától, María de Armendáriz úrnőtől): Anna (1451–1477), törvényesítve, apja a Navarrai Királyság örökösének jelölte, férje Luis de la Cerda (1438–1501), Medinaceli grófja, 1479-től hercege, 1 leány

  - Johanna (Peñafiel, 1423 – Olite, 1425. augusztus 22.) aragón infánsnő
  - Blanka (1424–1464), II. Blanka néven apja ellenében de iure navarrai királynő, férje Kasztíliai Henrik asztúriai herceg, elváltak, 1454-től IV. Henrik néven kasztíliai király, gyermekei nem születtek
  - Eleonóra (1426–1479), aki apja, II. János halála után de iure és de facto navarrai királynő lett I. Eleonóra néven: (1479. január 19. – 1479. február 12.), férje IV. Gaston foix-i gróf, 10 gyermek, többek között:
    - Gaston (1444–1470), Viana hercege, Navarra kormányzója (1469–1470), felesége Valois Magdolna (1443–1495) francia királyi hercegnő, Navarra régense (1479–1494), VII. Károly francia király lánya, 2 gyermek:
      - I. (Foix) Ferenc Phoebus (1467–1483), Navarra királya (1479–1483), nem nősült meg, gyermekei nem születtek
      - I. (Foix) Katalin (1470–1517), Navarra királynője (1483–1517), férje III. (Albret) János (1477–1516) iure uxoris navarrai király, Tartas algrófja, 13 gyermek

    - Péter (1449–1490), Vannes püspöke, bíboros, Navarra régense (1479–1484)
    - János (1450 után–1500), Étampes grófja, Narbonne algrófja, navarrai trónkövetelő (1483–1497), felesége, Valois Mária (1457–1493), XII. Lajos francia király nővére, 2 gyermek, többek között:
      - Foix Germána (1488/90/92–1538), navarrai királyi hercegnő, Aragónia és Navarra királynéja (1513–1516), 1. férje II. Ferdinánd (1452–1516) aragón király, 1 fiú, 2. férje Brandenburgi János (1493–1525) valenciai alkirály, nem születtek gyermekei, 3. férje Aragóniai Ferdinánd (1488–1550) calabriai herceg, IV. Frigyes nápolyi király és Balzo Izabella andriai hercegnő fia, nem születtek gyermekei, 1 fiú az 1. házasságából:
        - (1. házasságából): János (Valladolid, 1509. május 3. – Valladolid, 1509. május 3.), Girona hercege,[24] aragón trónörökös

    - Katalin (1460 után–1494 előtt), férje II. (Foix) Gaston János (1448 körül–1500), Candale grófja, 4 gyermek, többek közt:
      - Candale-i Anna (1484–1506), férje II. Ulászló (1456–1516) magyar és cseh király, 2 gyermek:
        - Jagelló Anna (1503–1547), férje I. (Habsburg) Ferdinánd (1503–1564) magyar, német és cseh király, osztrák főherceg, 15 gyermek
        - II. (Jagelló) Lajos (1506–1526) magyar és cseh király, felesége Habsburg Mária ausztriai főhercegnő, kasztíliai infánsnő (1505–1558), gyermekei nem születtek, 1 természetes fiú

## Családfa
| II. Károly navarrai király * 1332. X. 10. † 1387. I. 1. | II. Károly navarrai király * 1332. X. 10. † 1387. I. 1. |                                                             |                                                             | Valois Johanna * 1343. VI. 24. † 1373. XI. 3. | Valois Johanna * 1343. VI. 24. † 1373. XI. 3. |  |  | II. Henrik kasztíliai király * 1333./1334. I. 13. † 1379. V. 29. | II. Henrik kasztíliai király * 1333./1334. I. 13. † 1379. V. 29. |                                                   |                                                   | Villenai Johanna * 1339. † 1381. III. 27. | Villenai Johanna * 1339. † 1381. III. 27. |
|                                                         |                                                         |                                                             |                                                             |                                               |                                               |  |  |                                                                  |                                                                  |                                                   |                                                   |                                           |                                           |
|                                                         |                                                         |                                                             |                                                             |                                               |                                               |  |  |                                                                  |                                                                  |                                                   |                                                   |                                           |                                           |
|                                                         |                                                         | III. Károly navarrai király * 1361. VII. 22. † 1425. IX. 8. | III. Károly navarrai király * 1361. VII. 22. † 1425. IX. 8. |                                               |                                               |  |  |                                                                  |                                                                  | Trastámarai Eleonóra * 1363 körül † 1416. III. 5. | Trastámarai Eleonóra * 1363 körül † 1416. III. 5. |                                           |                                           |
|                                                         |                                                         |                                                             |                                                             |                                               |                                               |  |  |                                                                  |                                                                  |                                                   |                                                   |                                           |                                           |
|                                                         |                                                         |                                                             |                                                             |                                               |                                               |  |  |                                                                  |                                                                  |                                                   |                                                   |                                           |                                           |
|                                                         |                                                         |                                                             |                                                             |                                               |                                               |  |  |                                                                  |                                                                  |                                                   |                                                   |                                           |                                           |

|                                           |                                           | 1 I. Márton szicíliai király * 1374/5/6 † 1409. VII. 25. OO 1402. XI. 26. | 1 I. Márton szicíliai király * 1374/5/6 † 1409. VII. 25. OO 1402. XI. 26. | I. Blanka * 1387. VII. 6. † 1441. IV. 1. | I. Blanka * 1387. VII. 6. † 1441. IV. 1. | 2 II. János navarrai király iure uxoris * 1398. VI. 29. † 1479. I. 19. OO 1420. VI. 10. | 2 II. János navarrai király iure uxoris * 1398. VI. 29. † 1479. I. 19. OO 1420. VI. 10. |                                            |                                            |
|                                           |                                           |                                                                           |                                                                           |                                          |                                          |                                                                                         |                                                                                         |                                            |                                            |
|                                           | 1                                         |                                                                           | 2                                                                         |                                          | 2                                        |                                                                                         | 2                                                                                       |                                            | 2                                          |
| Márton * 1406. XII. 17./19. † 1407. VIII. | Márton * 1406. XII. 17./19. † 1407. VIII. | (IV.) Károly * 1421. V. 29. † 1461. IX. 23.                               | (IV.) Károly * 1421. V. 29. † 1461. IX. 23.                               | Johanna * 1423 † 1425. VIII. 22.         | Johanna * 1423 † 1425. VIII. 22.         | (II.) Blanka * 1424. VI. 8. † 1464. XII. 2.                                             | (II.) Blanka * 1424. VI. 8. † 1464. XII. 2.                                             | I. Eleonóra * 1426. II. 2. † 1479. II. 12. | I. Eleonóra * 1426. II. 2. † 1479. II. 12. |